# نوستروم إير
نوستروم إير (بالإسبانية: Air Nostrum)‏ هي شركة طيران إقليمية إسبانية مقرها في فالنسيا.

## خلفية تاريخية
تأسست شركة الطيران في 23 مايو 1994 وبدأت عملياتها في 15 ديسمبر.
تعمل مع الناقلة الوطنية الاسبانية شركة طيران أيبيريا. مع العلامة التجارية ايبيريا الإقليمية. كشركة تابعة أيبيريا. ومنضمة إلى تحالف شركات الطيران ون وورلد.

## الأسطول

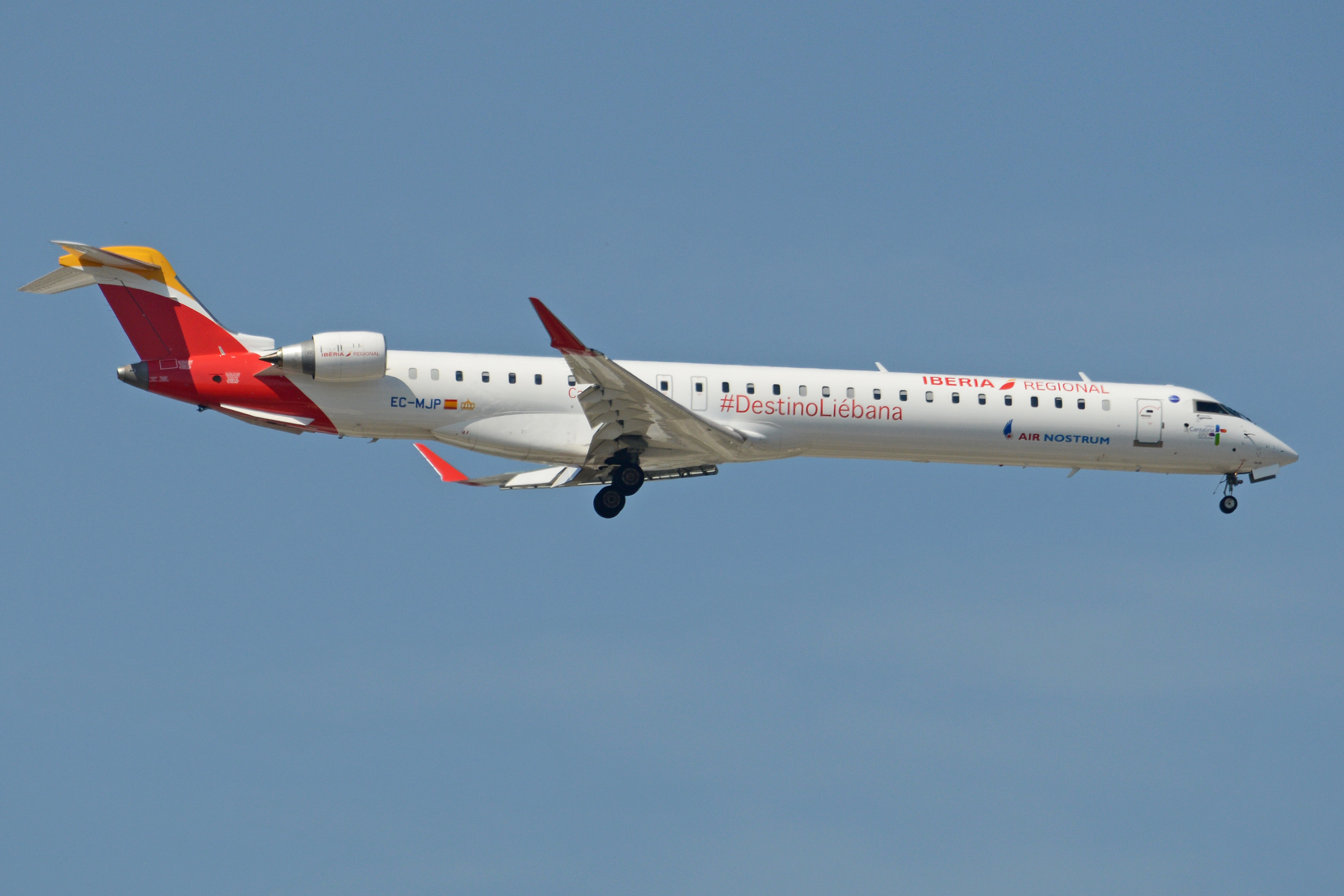
طائرة بومباردييه سي آر جيه 700 تبعة للشركة

اعتبارًا من ديسمبر 2022، يتكون أسطول نوستروم إير من الطائرات التالية:
| الطائرة                      | في الخدمة | مطلوبة | الركاب |
| ---------------------------- | --------- | ------ | ------ |
| إيه تي آر 72                 | 5         | —      | 72     |
| بومباردييه سي آر جيه 100/200 | 7         | —      | 50     |
| بومباردييه سي آر جيه 700     | 27        | —      | 100    |
| المجموع                      | 39        | —      |        |